# Hangsjön
Hangsjön är en sjö i Växjö kommun i Småland och ingår i Mörrumsåns huvudavrinningsområde. Sjön har en area på 0,604 kvadratkilometer och ligger 163 meter över havet. Sjön avvattnas av vattendraget Kavleån (Hjulatorpaån).

## Delavrinningsområde
Hangsjön ingår i det delavrinningsområde (632110-143625) som SMHI kallar för Mynnar i Helgasjön. Medelhöjden är 177 meter över havet och ytan är 24,08 kvadratkilometer. Räknas de 3 avrinningsområdena uppströms in blir den ackumulerade arean 77,41 kvadratkilometer. Kavleån (Hjulatorpaån) som avvattnar avrinningsområdet har biflödesordning 2, vilket innebär att vattnet flödar genom totalt 2 vattendrag innan det når havet efter 126 kilometer. Avrinningsområdet består mestadels av skog (67 procent) och jordbruk (14 procent). Avrinningsområdet har 1,45 kvadratkilometer vattenytor vilket ger det en sjöprocent på 6 procent.